# Yoän Vérardo
Yoän Vérardo, né le 19 avril 1993 à Preignac, est un coureur cycliste français. 

## Biographie
Yoän Vérardo est issu d'une famille de cyclistes. En effet, son père Guido, ses oncles Marino, Mario et Gino et sa tante Gina furent tous coureurs cyclistes durant les années 70-80, tout comme son grand-père Maurice un peu plut tôt. Son frère cadet Rémi est également coureur cycliste.
Membre de l'Entente Sud Gascogne de 2012 à 2013, il entre au Guidon Sprinter Club de Blagnac Vélo Sport 31 en 2014. En 2015, il remporte les Boucles de l'Essor, le Tour de Basse-Navarre, la 4e étape du Circuit de Saône-et-Loire et termine 3e de Bordeaux-Saintes.

## Palmarès sur route

### Par année
- 2011
  - Tour Loire Layon
- 2012
  - Circuit de la Chalosse
  - 3e du Laukizko Udala Saria
- 2013

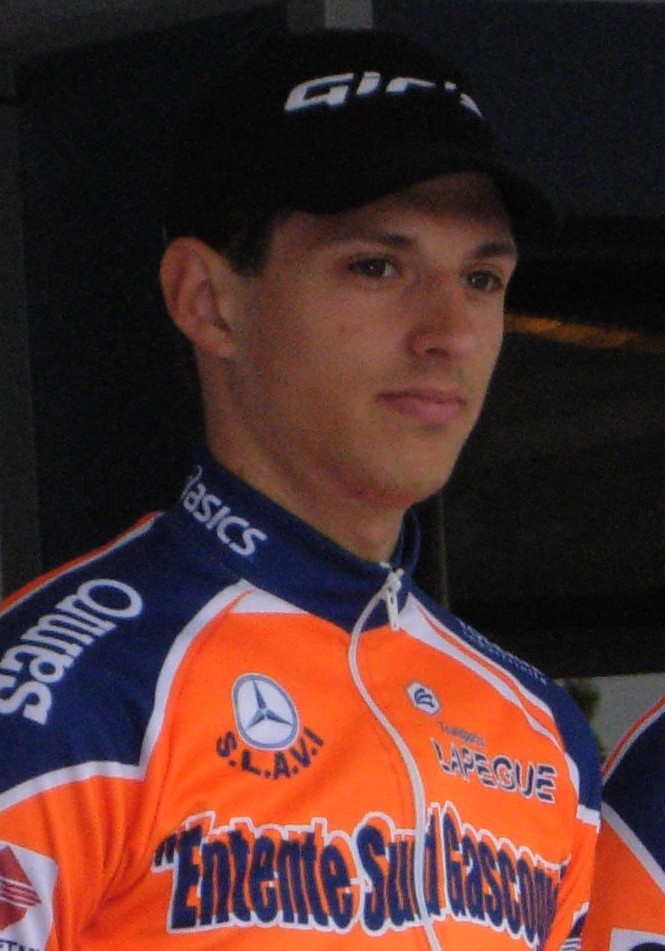
Yoän Vérardo lors du Tour de Bretagne 2013.

  - 3e du Circuit des Vins du Blayais
  - 3e du Grand Prix du CA Béglais
  - 3e de Jard-Les Herbiers
- 2014
  - Circuit des Vignes :
    - Classement général
    - 1re étape

  - 2e des Boucles talmondaises
- 2015
  - Boucles de l'Essor
  - Tour de Basse-Navarre
  - 4e étape du Circuit de Saône-et-Loire
  - 3e de Bordeaux-Saintes
- 2016
  - Grand Prix de Bénéjacq
  - 2e de Bordeaux-Saintes
  - 2e du Tour du Lot-et-Garonne
  - 2e du Tour des Landes
  - 2e de Paris-Connerré
  - 3e du Circuit de l'Essor
  - 3e du Tour de Basse-Navarre
  - 3e de l'Essor basque
- 2017
  - Boucles de l'Essor

### Classements mondiaux
| Année           | 2014   | 2015 |
| --------------- | ------ | ---- |
| UCI Europe Tour | 1 057e |      |
| UCI Asia Tour   |        | 358e |

## Palmarès sur piste

### Championnats du monde juniors
- Montichiari 2010
  -  Médaillé de bronze de l'américaine juniors (avec Stéphane Lemoine)

### Championnats d'Europe
- Anadia 2011
  -  Champion d'Europe du scratch juniors

### Championnats de France
- Hyères 2008
  - 3e de la course aux points cadets
- Hyères 2010
  - 3e de la poursuite par équipes juniors
  - 3e de l'américaine juniors
- Saint-Denis-de-l'Hôtel 2011
  -  Champion de France de la course aux points juniors
  - 2e de l'américaine juniors
  - 3e de la poursuite par équipes juniors
- Roubaix 2013
  - 2e de l'américaine